# Patrick Aussems
 (octobre 2023).
Pour les articles homonymes, voir Aussems.
Patrick Aussems, né le 6 février 1965 à Mouland en Belgique, est footballeur belge devenu entraîneur.

## Biographie
Ce joueur de grande taille (1,90 m) a évolué comme défenseur principalement au  Standard de Liège. Il a été international belge et disputé plusieurs rencontres de Coupe d'Europe avec le Standard. Après être passé par La Gantoise, il a continué sa carrière à Troyes avant de terminer sa carrière de joueur à La Réunion en gagnant de nombreux titres avec la Saint Louisienne.
Titulaire de ses diplômes d'entraîneur il entraîne alors La Capricorne (La Réunion) puis Beaucaire (National, France). Après avoir été entraîneur de l'équipe professionnelle de la Kadji Sport Academy (Cameroun), il intègre le staff professionnel du SCO d'Angers. En 2006 il devient le Directeur Technique du CIFAS BENIN à Cotonou avant de devenir, en 2007, le Directeur Technique National de la Fédération Béninoise de Football et sélectionneur national. Au cours de son mandat, le Bénin participera à trois CAN (Coupe d'Afrique des Nations) successives, une réelle performance pour ce petit pays d'Afrique de l'Ouest.
En 2009, il rejoint la Haute-Savoie et devient entraîneur à l'Évian Thonon Gaillard Football Club, alors en National. L'ETG termine champion de National et accède à la L2 puis à la L1.
Il est ensuite, pendant deux saisons, entraîneur au Shenzhen Ruby FC (Super League Chinoise) , club phare de cette mégapole chinoise, située à proximité de Hong Kong .
Depuis avril 2013 et le limogeage du coach chinois, Patrick AUSSEMS est devenu l'entraîneur principal de CHENGDU BLADES FC (Chine) avec pour mission de maintenir le club phare de la province du SICHUAN en League One chinoise. Le maintien assuré, Patrick AUSSEMS quitte la Chine et devient en janvier 2014 l'entraîneur principal de l'AC LEOPARDS de Dolisie au Congo-Brazzaville avec lequel il est engagé en Champions League Africaine. Champion du Congo 2014 avec 13 points d'avance, aucune défaite et 1 seul but encaissé, l'AC LEOPARDS, après avoir terminé 1er du Groupe A en Coupe de la Confédération, a échoué en 1/2 finale de la Coupe CAF 2014 face à Séwé Sport. En fin de contrat, Patrick AUSSEMS s'est engagé pour la saison 2015 avec AL HILAL, le géant club soudanais de Khartoum mais il décide de quitter le club après seulement quelques mois à la suite de divergences de vue avec ses dirigeants et ce, malgré la qualification en Champions League africaine , la victoire en Super Coupe du Soudan et la 1re place en championnat national sans avoir encaissé le moindre but ! Après avoir refusé plusieurs propositions , l'ex-standardman accepte un nouveau challenge étonnant : diriger pendant 7 mois la sélection nationale du Népal . Ce pays , durement touché par un terrible tremblement de terre en avril 2015 , veut se relever et convainc AUSSEMS de prendre en mains les destinées de son équipe nationale en vue du Championnat d'Asie du Sud-Est qui se déroule en décembre 2015 en Inde . Il rebâtit la sélection avec de nombreux U19 talentueux ce qui permet au Népal de gagner un 1er tournoi international au Bangladesh avant de s'imposer lors de la SAAF U23 . C'est historique car c'est la 1re compétition internationale remportée par une sélection népalaise . Le contrat terminé , AUSSEMS attendra quelques mois avant de repartir en Afrique , précisément en Tanzanie où il prend en mains à partir de Juillet 2018 l'ambitieux club champion du pays : SIMBA SC . Le géant club tanzanien veut briller en Champions League Africaine et offre ainsi au coach belge l'opportunité d'atteindre cet objectif . AUSSEMS réussi son pari des sa 1re année en gagnant la Super Coupe , le championnat et en atteignant les 1/4 de finale de la Champions League Africaine , un exploit pour un club tanzanien . Après avoir gagne une 2e Super Coupe en 2019-2020 et caracolant en tete du championnat après 10 journées , le board de Simba met fin a leur collaboration pour des raisons qui restent tres obscures entrainant une immense colère chez les supporteurs qui réclament , en vain, son retour . Apres une courte experience en Afrique du Sud , Aussems prend les rênes du géant kenyan , AFC LEOPARDS avec lequel il obtient d'excellents résultats malgré une interdiction de recrutement de 2 ans imposée par la FIFA . Sa philosophie de jeu et le style offensif qu'il prône donnent beaucoup de plaisir aux fans du club qui reviennent en grand nombre aux stades pour supporter leur équipe . Malgré ces bons résultats , à la fin de la saison 2022-2023  Aussems décide de ne pas renouveler son contrat pour des raisons privées et personnelles . En juillet 2024 il retourne en Tanzanie au club de Singida Black Stars ; après 11 journées de championnat et une 2éme place au classement , de façon inattendue , Aussems quitte le club a cause , semble-t'il , d'un total amateurisme du board qui est complètement incompétent . Depuis début 2025 il est donc en attente de reprendre du service dans un club au projet sportif intéressant ou de mener une sélection nationale . 